# Península de Macanao
Península de Macanao è un comune del Venezuela situato nello Stato federato di Nueva Esparta.
Il capoluogo del comune è la città di Boca de Río.